# Halichoeres cosmetus
Halichoeres cosmetus là một loài cá biển thuộc chi Halichoeres trong họ Cá bàng chài. Loài này được mô tả lần đầu tiên vào năm 1982.

## Từ nguyên
Tính từ định danh cosmetus trong tiếng Latinh mang nghĩa là "được trang hoàng", hàm ý đề cập đến kiểu màu sắc sặc sỡ của loài cá này.

## Phạm vi phân bố và môi trường sống
Từ bờ biển Đông Phi và Nam Phi, H. cosmetus được phân bố trải dài đến hầu hết các đảo quốc khắp Ấn Độ Dương, bao gồm cả đảo Giáng Sinh, về phía đông đến Indonesia và Thái Lan.
H. cosmetus sống trên các rạn san hô viền bờ và trong đầm phá, nơi có nhiều đá sỏi ở độ sâu đến ít nhất là 31 m.

## Mô tả

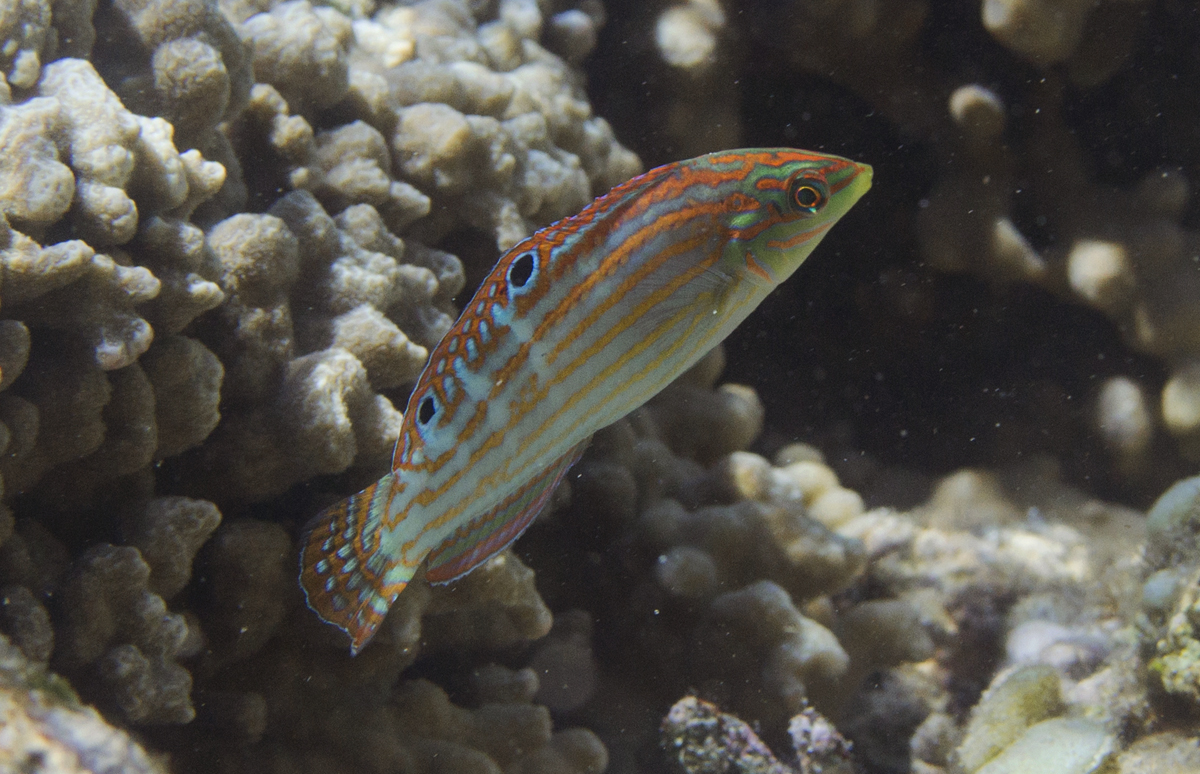
Cá cái

H. cosmetus có chiều dài cơ thể lớn nhất được ghi nhận là 13 cm, đặc trưng bởi một sọc màu vàng cam hình mỏ chim ở ngay sau mắt. Cá đực trưởng thành màu xanh lục lam, đặc biệt với các vệt sọc dọc màu xanh lam ở thân sau (cá cái không có đặc điểm này). Hai bên thân có các hàng sọc ngang màu vàng cam, cũng như các vệt sọc cùng màu trên đầu. Cá con và cá cái có thêm hai đốm tròn đen lớn ở giữa và phía sau của vây lưng.
Số gai ở vây lưng: 9; Số tia vây ở vây lưng: 11; Số gai ở vây hậu môn: 3; Số tia vây ở vây hậu môn: 11; Số tia vây ở vây ngực: 12–14; Số gai ở vây bụng: 1; Số tia vây ở vây bụng: 5; Số vảy đường bên: 26–28.

## Sinh thái học
Thức ăn của H. cosmetus là các loài thủy sinh không xương sống. Chúng sống đơn độc hoặc có thể hợp thành một nhóm nhỏ.

## Thương mại
H. cosmetus được đánh bắt không chủ đích trong các hoạt động buôn bán cá cảnh.